# Municipio de Summit Lake
El municipio de Summit Lake (en inglés: Summit Lake Township) es un municipio ubicado en el condado de Nobles en el estado estadounidense de Minnesota. En el año 2010 tenía una población de 323 habitantes y una densidad poblacional de 3,45 personas por km².

## Geografía
El municipio de Summit Lake se encuentra ubicado en las coordenadas 43°43′15″N 95°44′41″O / 43.72083, -95.74472. Según la Oficina del Censo de los Estados Unidos, el municipio tiene una superficie total de 93.6 km², de la cual 93,43 km² corresponden a tierra firme y (0,18 %) 0,17 km² es agua.

## Demografía
Según el censo de 2010, había 323 personas residiendo en el municipio de Summit Lake. La densidad de población era de 3,45 hab./km². De los 323 habitantes, el municipio de Summit Lake estaba compuesto por el 96,59 % blancos, el 0,31 % eran afroamericanos, el 2,48 % eran de otras razas y el 0,62 % eran de una mezcla de razas. Del total de la población el 5,57 % eran hispanos o latinos de cualquier raza.